# Brumăriță cu gât negru
Brumărița cu gât negru (Prunella atrogularis) este o pasăre mică din ordinul paseriformelor, familia Prunellidae, care se găsește în Munții Ural, Tian-Șan și Altai. Este migratoare, iernând în Afganistan și în țările învecinate. Este un rătăcitor rar în Europa de Vest.

## Comportament
Brumărița cu gât negru cuibărește în desișuri joase și dese de spini și evită zonele deschise. Cuibărește în desișuri de molid și în tufărișuri dar și în păduri de foioase, adesea pe pante înalte. Specia se reproduce din mai până în august și se crede că este monogamă. Femela depune trei până la cinci ouă în cuibul în formă de cupă plasat într-un copac sau într-un tufiș, cel mai frecvent într-un brad sau un copac. Se hrănește în principal cu insecte și arahnide mici, precum și cu viermi și melci.
Sunetul este asemenea celorlalte brumărițe mici, un ti-ti-ti fin.

## Galerie

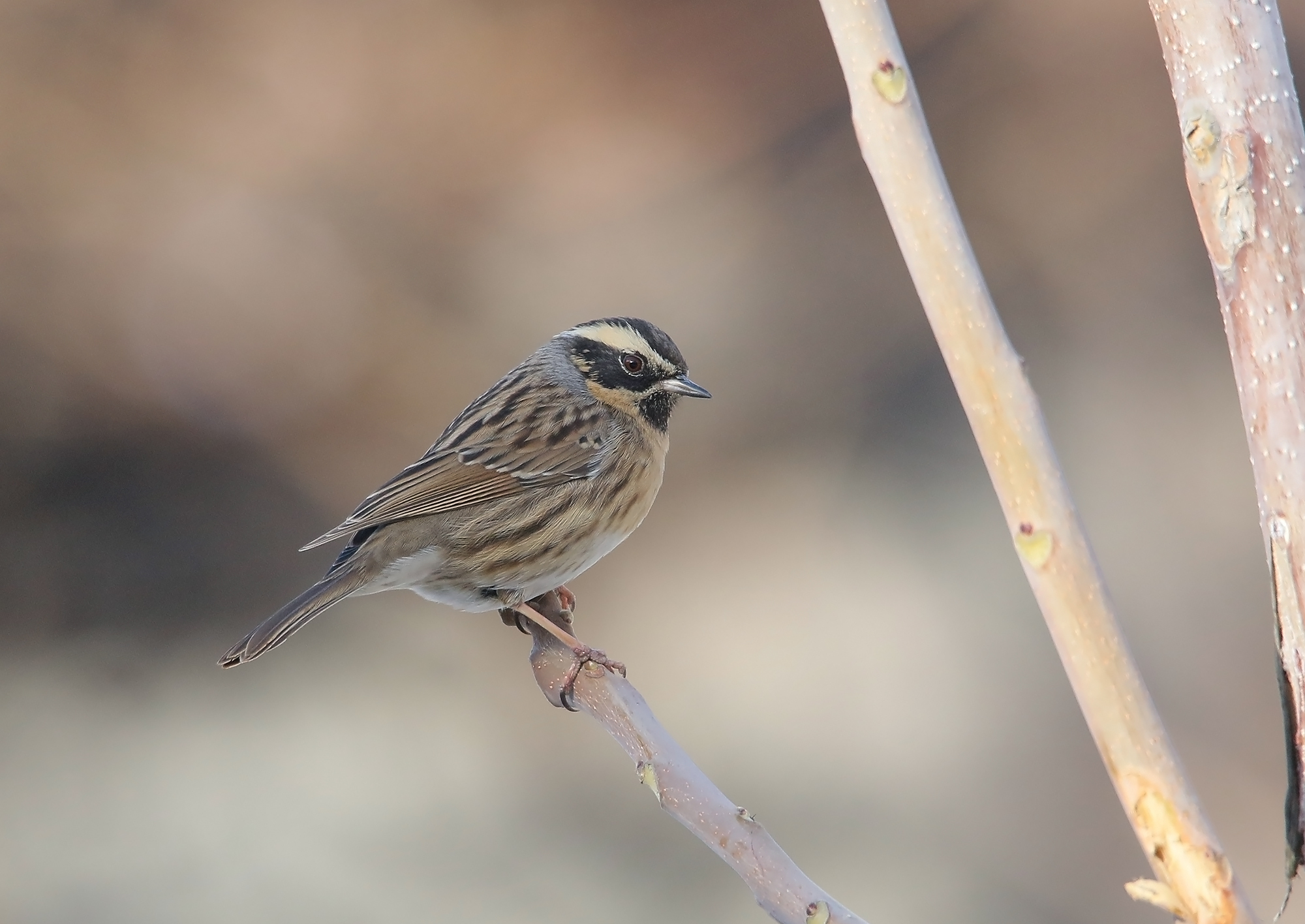
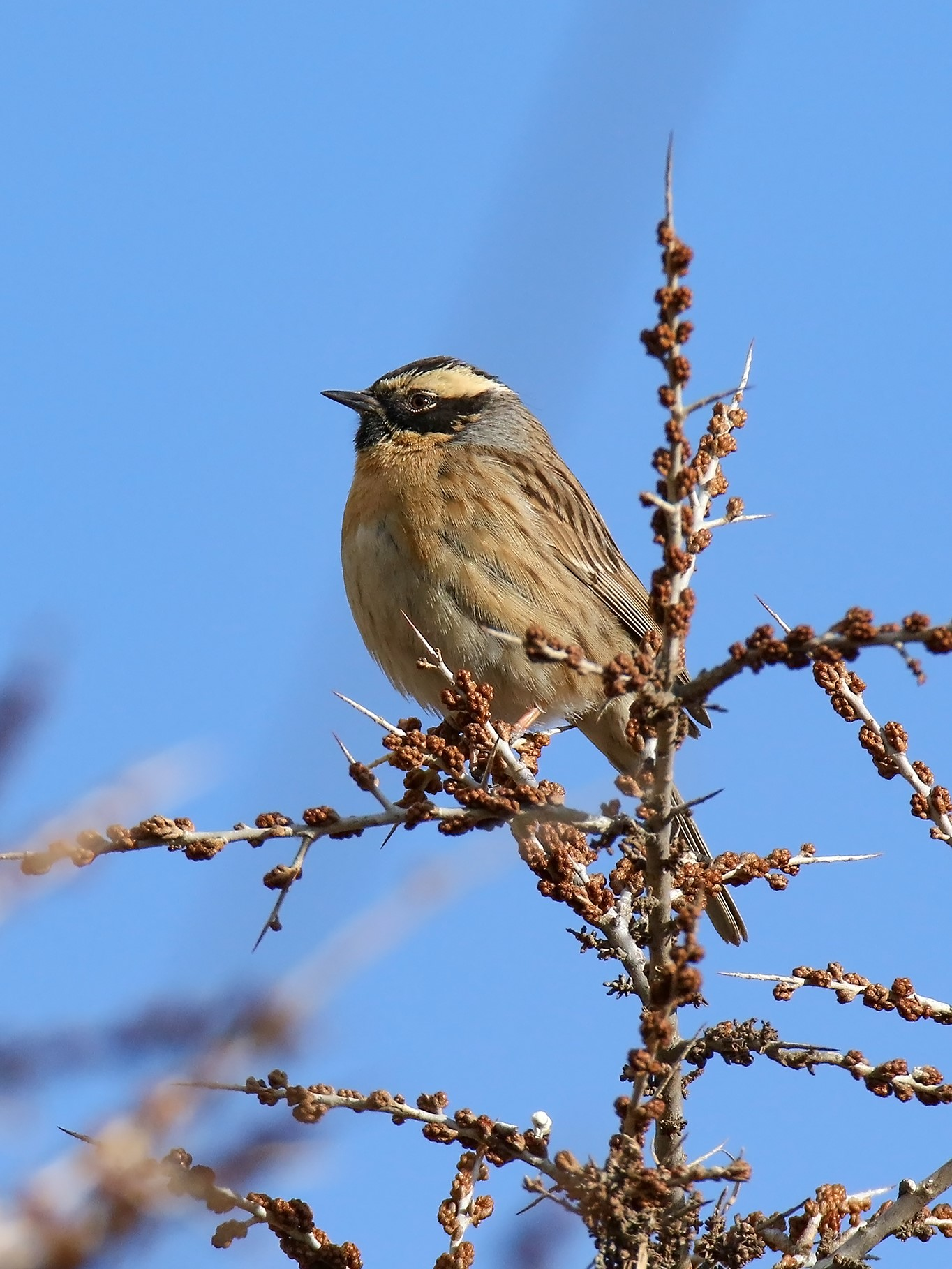
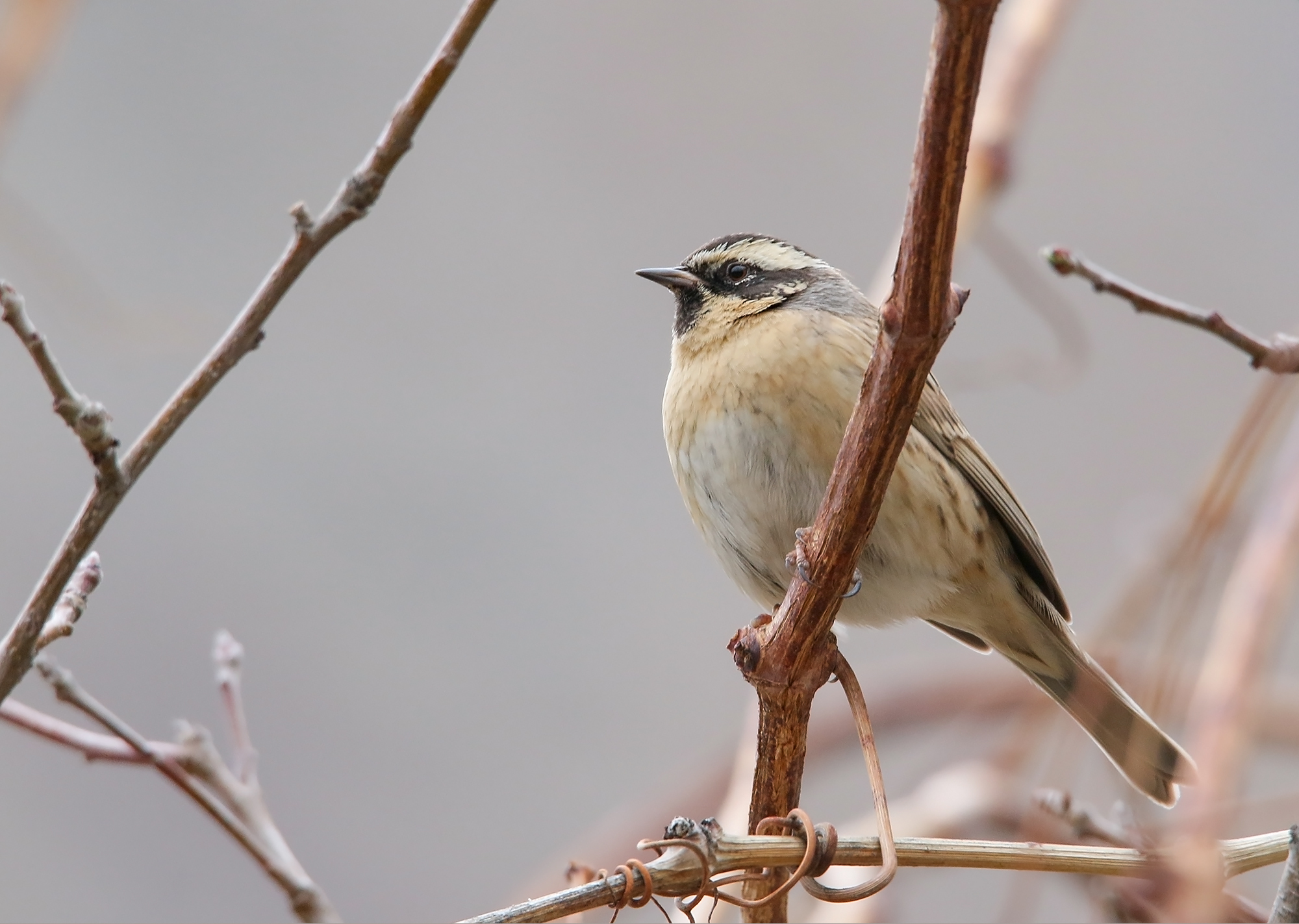